# ライターズカンパニー
有限会社ライターズ・カンパニーは、大阪市北区にある芸能事務所。
日本芸能マネージメント事業者協会会員。関西芸能マネージャー協議会会員。
ライターズカンパニーと表記されることもある。過去には「ライターズカンパニー田畑冨久子事務所」であった。

## 沿革
1985年1月、関西芸術座にも在籍したことがある田畑冨久子が中心となり、脚本家集団「ライターズ・カンパニー」を、神戸にて設立。当初のメンバーは3人で、1990年の時点では9人に増えていた。
1992年11月、法人組織「有限会社ライターズ・カンパニー」として発足。併せてタレント部門も開設。2013年1月より「オフィスPSC」と業務提携。
かつて（1993年に近鉄小劇場で第一回公演）は、舞台公演プロデュースも行っていた。

## 主な所属作家
※ 2015年3月現在（後述の役者業も兼ねる人物は除く）
- 林千代

- オカモト國ヒコ

- 徳田ナオミ

過去の在籍者
- 土井陽子[7]
- 森脇京子
- 金井貴一[8]
- 丘辺渉[8]
- 田中守幸[8]

- 大本慎太郎[8]
- 高田明利[8]
- 涼村ゆーき[8]
- 小野伸子[8]
- 青山紗知子[8]

- 馬場千恵[9]
- 野村奈央[9]
- 出口汪[8][注 3]

## 主な所属タレント
※ 2015年3月現在（*は公式サイトのWritersにも名前がある人物）
男性
- 蟷螂襲 *
- 関秀人 *
- 井之上チャル
- 酒井高陽
- 高木稟
- 橋田雄一郎

- や乃えいじ
- 白井哲也
- 三谷昌登 *
- 城土井大智
- ドヰタイジ
- 浜口望海
- 木内義一

- 湯浅崇
- 川添公二
- 松木賢三
- 藤間宏衛門
- 小笠原弘晃

女性
- 宮田圭子
- ひろみどり
- 和泉敬子
- 徳田尚美
- 一木美貴子
- 藤吉みか
- 橋本千枝子
- 林英世
- 久野麻子

- 山藤貴子
- 原尚子
- 辻葉子
- 八田麻住
- むかいさとこ
- 嶋田典子
- 中道裕子
- 美輝明希
- 多田実喜

- 宮川サキ
- 田所草子
- 上野みどり
- 岩﨑優希
- 水谷優希
- 畦田ひとみ
- 全リンダ

その他、劇団五期会、兵庫県立ピッコロ劇団のメンバーも事務所に在籍している。
過去の在籍者
- 加藤虎ノ介[10]
- 三上市朗[11]
- 上杉祥三[12]

- 石田龍昇
- Maguma
- 松谷令子

- 大北えつ
- 佐川満男